# Lonely Road
Lonely Road ist ein Lied des US-amerikanischen Sängers Machine Gun Kelly mit Jelly Roll. Es erschien am 26. Juli 2024 als Single.

## Inhalt
Lonely Road ist ein Country-Rock-Song, der von Colson Baker, Jason DeFord, Travis Barker, John Denver, Bill Danoff, Mary Danoff, Taffy Danoff, Steve Basil, Brandon Allen, Nick Long geschrieben wurde und eine Interpolation des Liedes Take Me Home, Country Roads von John Denver enthält. Der Text ist in englischer Sprache verfasst. Lonely Road ist in der Originalversion 3:09 Minuten lang, wurde in der Tonart G-Dur geschrieben und weist ein Tempo von 100 BPM auf. Produziert wurde das Lied von Travis Barker, Charlie Handsome, BazeXX, SlimXX. Laut Machine Gun Kelly haben die Arbeiten an dem Lied zwei Jahre, acht verschiedene Studios, vier verschiedene Länder gebraucht. Die Tonart wurde viermal gewechselt. Das Lied erzählt die Geschichte eines Mannes, dessen Leben um ihn herum zusammenbricht. Er erinnert sich an bessere Tage, muss aber sein Leben alleine weiterleben und wundert sich, wie alles schiefgehen konnte.
| „Lonely road take me home, to the place where we went wrong Where'd you go now? It's been a ghost town And I'm still here, all alone“ – Refrain | „Einsame Straße, nimm mich nach Hause. Zu dem Ort, wo wir einen Fehler gemacht haben Wohin würdest du jetzt gehen? Es ist eine Geisterstadt Und ich bin immer noch hier, ganz allein.“ – Freie Übersetzung |

Das Lied gewann bei den People’s Choice Country Awards 2024 in der Kategorie The Crossover Song of 2024 und wurde noch in der Kategorie The Music Video of 2024 nominiert. Am 30. September 2024 spielten Machine Gun Kelly und Jelly Roll das Lied zusammen mit dem Schlagzeuger Travis Barker in der NBC-Late-Night-Show The Tonight Show starring Jimmy Fallon.

## Musikvideo
Für das Lied wurde ein Musikvideo veröffentlicht, bei dem Sam Cahill Regie führte und die beiden Musiker mit ihren jeweiligen Lebensgefährtinnen Megan Fox und Bunnie XO zeigt. Am Anfang des Videos sieht man Machine Gun Kelly und Jelly Roll bei einer Beerdigung, bevor die beiden Musiker als Kfz-Mechaniker zu sehen sind. Machine Gun Kelly küsst den Bauch seiner schwangeren Frau, bevor er später eine letzte Mahnung für eine offene Rechnung in der Hand hält. Jelly Roll hingegen tröstet seine Frau, nachdem sie erfahren hat, dass sie unfruchtbar ist. Nach einem gemeinsamen Essen schlägt Machine Gun Kelly vor, mit einem Bankraub die Probleme der beiden zu lösen, jedoch lehnt Jelly Roll als ehemaliger Inhaftierter dies ab. Machine Gun Kelly zieht den Bankraub alleine durch und kann die Beute seiner Frau noch übergeben, bevor er verhaftet wird. Am Ende des Videos sieht man Megan Fox mit dem Baby, wie sie Machine Gun Kelly im Gefängnis besuchen.

## Rezensionen
Maxim Mower vom Onlinemagazin Holler schrieb, dass Machine Gun Kelly mit seinem „in Richtung Punk tendierenden Tonfall das Lied eine nachdenklich-selbst beobachtende Atmosphäre verpasst“. Jelly Rolls „unverkennbar rauhe Stimme verschmilzt perfekt mit MGKs charismatischen Gesang. Die Hookline wird zur einer mitreißend-fesselnden Ergebnis“. Victoria Goodwin vom Onlinemagazin Melodic Magazine beschrieb das Lied als Mischung aus MGKs Rock- und Jelly Rolls Country-Wurzeln, die einen Sound kreiert, der sowohl frisch als auch vertraut klingt.

## Chartplatzierungen
| ChartsChartplatzierungen               | Höchstplatzierung | Wochen |
| -------------------------------------- | ----------------- | ------ |
| Vereinigte Staaten (Billboard)         | 33 (16 Wo.)       | 16     |
| Vereinigte Staaten (Billboard Country) | 13 (9 Wo.)        | 9      |
| Vereinigte Staaten (Billboard Rock)    | 7 (9 Wo.)         | 9      |
| Vereinigtes Königreich (OCC)           | 67 (3 Wo.)        | 3      |